# Marco van Ginkel
Marco van Ginkel (ur. 1 grudnia 1992 w Amersfoort) – holenderski piłkarz, występujący na pozycji pomocnika w holenderskim klubie PSV Eindhoven.

## Kariera piłkarska
Swoją karierę piłkarską van Ginkel rozpoczął w klubie SBV Vitesse. W 2010 roku został włączony do kadry pierwszego zespołu. 9 kwietnia 2010 roku zadebiutował w Eredivisie w przegranym 1:4 wyjazdowym meczu z RKC Waalwijk. W sezonie 2010/2011 stał się podstawowym zawodnikiem Vitesse. 14 sierpnia 2010 w przegranym 2:4 wyjazdowym spotkaniu z Ajaksem Amsterdam strzelił swojego pierwszego gola w Eredivisie.
4 lipca Chelsea poinformowała, że doszła do porozumienia z SBV Vitesse do podpisania umowy pozostaje piłkarzowi przylot do Londynu i przejście medycznych testów. 5 lipca po przejściu testów medycznych podpisał 5-letni kontrakt.
Latem 2014 został wypożyczony do A.C. Milan.
10 lipca 2015 roku został wypożyczony do Stoke City.

## Kariera reprezentacyjna
W 2011 roku van Ginkel zadebiutował w reprezentacji Holandii U-21. Z kolei 14 listopada 2012 zanotował swój debiut w dorosłej reprezentacji w zremisowanym 0:0 towarzyskim meczu z Niemcami, rozegranym w Amsterdamie. W 59. minucie tego meczu zmienił Ibrahima Afellaya.

## Osiągnięcia

### PSV Eindhoven
- Mistrzostwo Holandii: 2015/16, 2017/18

### Indywidualne
- Piłkarskie Talenty Roku w Holandii: 2012/13